# Cryptolestes duplicatus
Cryptolestes duplicatus is een keversoort uit de familie dwergschorskevers (Laemophloeidae). De wetenschappelijke naam van de soort werd in 1834 gepubliceerd door Joseph Waltl.